# Special panels della corte del distretto di Dili
Gli special panels della corte del distretto di Dili, più noti col nome di Tribunale speciale per Timor Est fu un tribunale speciale di composizione mista, istituito a Timor Est, con sede nella capitale Dili, con la risoluzione 2000/11 dell'Amministrazione di transizione delle Nazioni Unite a Timor Est (UNTAET) per processare i responsabili dei gravi crimini commessi tra il 1º gennaio e il 25 ottobre 1999, giorno in cui l'amministrazione del Paese venne assunta in via provvisoria da una task force delle Nazioni Unite, denominata UNTAET (United Nations Transitional Administration in East Timor cioè Amministrazione Transitoria delle Nazioni Unite a Timor Est), dopo la cosiddetta crisi di Timor Est del 1999.
La corte, che fu operativa dal 2000 fino al 2006, aveva giurisdizione su genocidio, crimini di guerra, crimini contro l'umanità, omicidio, crimini sessuali e tortura. Accanto ai Panels venne istituita una speciale Unità Investigativa, la Serious Crimes Unit (Unità per i Reati Gravi).

## Struttura
Fino al 2003 ci fu, in genere, un solo collegio della Corte, ma nel 2003 ne furono istituiti altri due. Ciascuno di essi era composto da due giudici internazionali ed uno di Timor Est. I giudici internazionali provenivano da Brasile, Burundi, Capo Verde, Germania, Italia, Portogallo, Uganda e Stati Uniti d'America.

## Processi
Gli Special Panels incriminarono non meno di 400 persone. L'ostacolo principale nel provare le accuse emerse dal fatto che gran parte degli accusati erano militari indonesiani e l'Indonesia si rifiutava di consegnarli alla Forze delle Nazioni Unite stanziate a Timor Est.
Gli Special Panels condussero 55 processi, coinvolgenti 88 persone accusate. Quattro accusati vennero prosciolti e 84 condannati, 24 dei quali dichiaratisi colpevoli.
Quando le Nazioni Unite cessarono di finanziare gli Special Panels e la Serious Crimes Unit, vi erano ancora 514 casi pendenti, per i quali erano state condotte indagini, senza che si fosse ancora giunti alle incriminazioni formali e 50 casi per i quali le indagini non erano ancora iniziate. Tra tutti i casi, per i quali non si giunse al processo, vi erano 828 casi di presunti omicidi, 60 casi di presunte rapine e più di 100 casi di torture e violenze fisiche gravi.